# فانوسك
فانوسك (بالفرنسية: Vanosc)‏ هي بلدية تقع في فرنسا في Canton of Annonay-Sud. يقدر عدد سكانها بـ 873 نسمة ومساحتها 26.1 كم2 وترتفع عن سطح البحر 634 متر.